# Parel

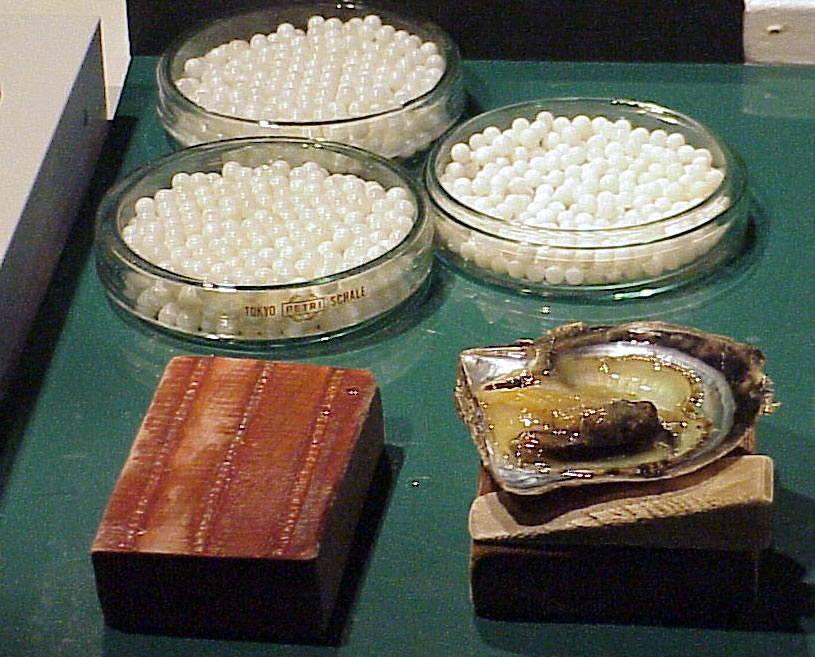
Parels op het pareleiland bij Toba in Japan

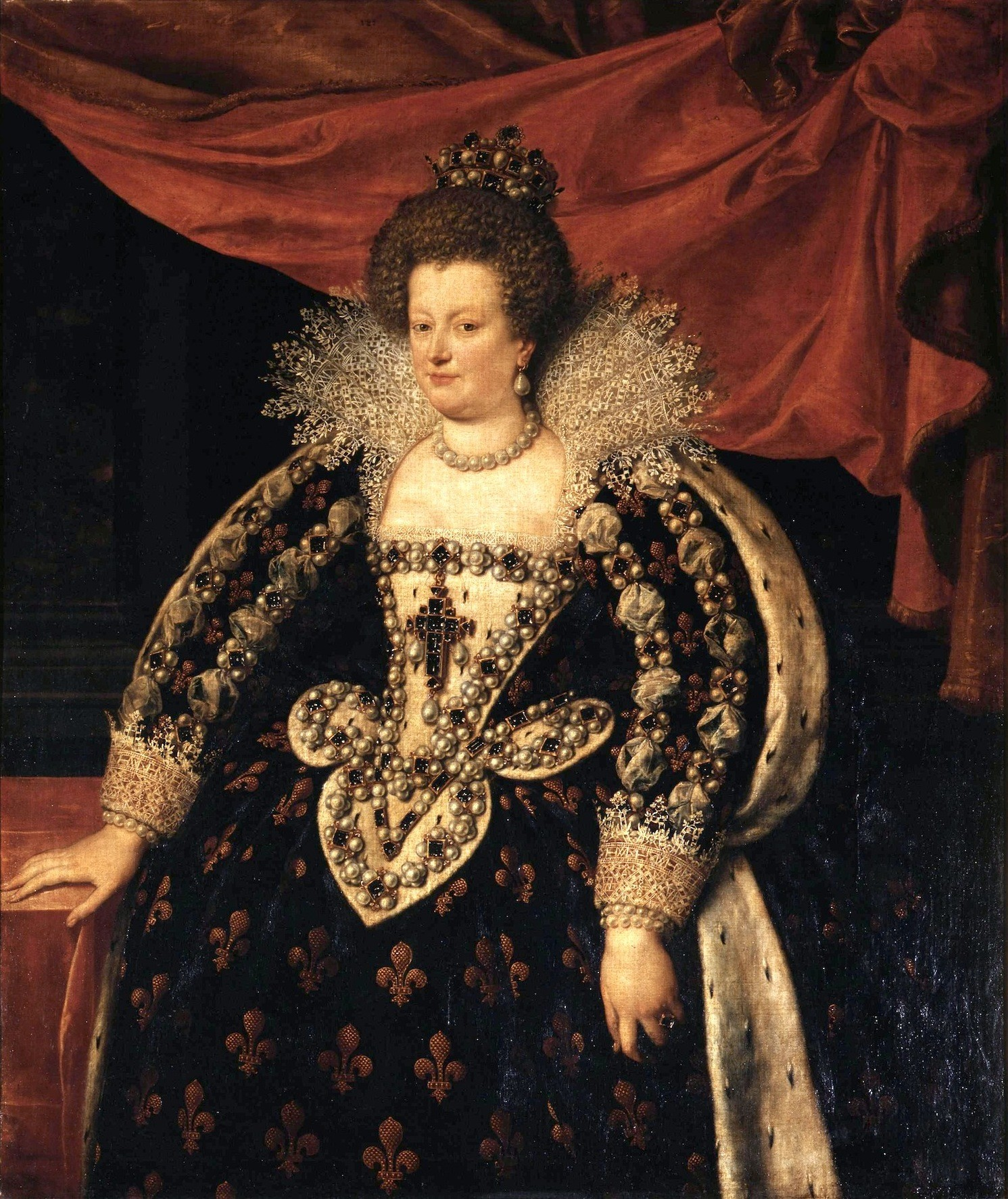
Maria de Medici; een overvloed aan parels

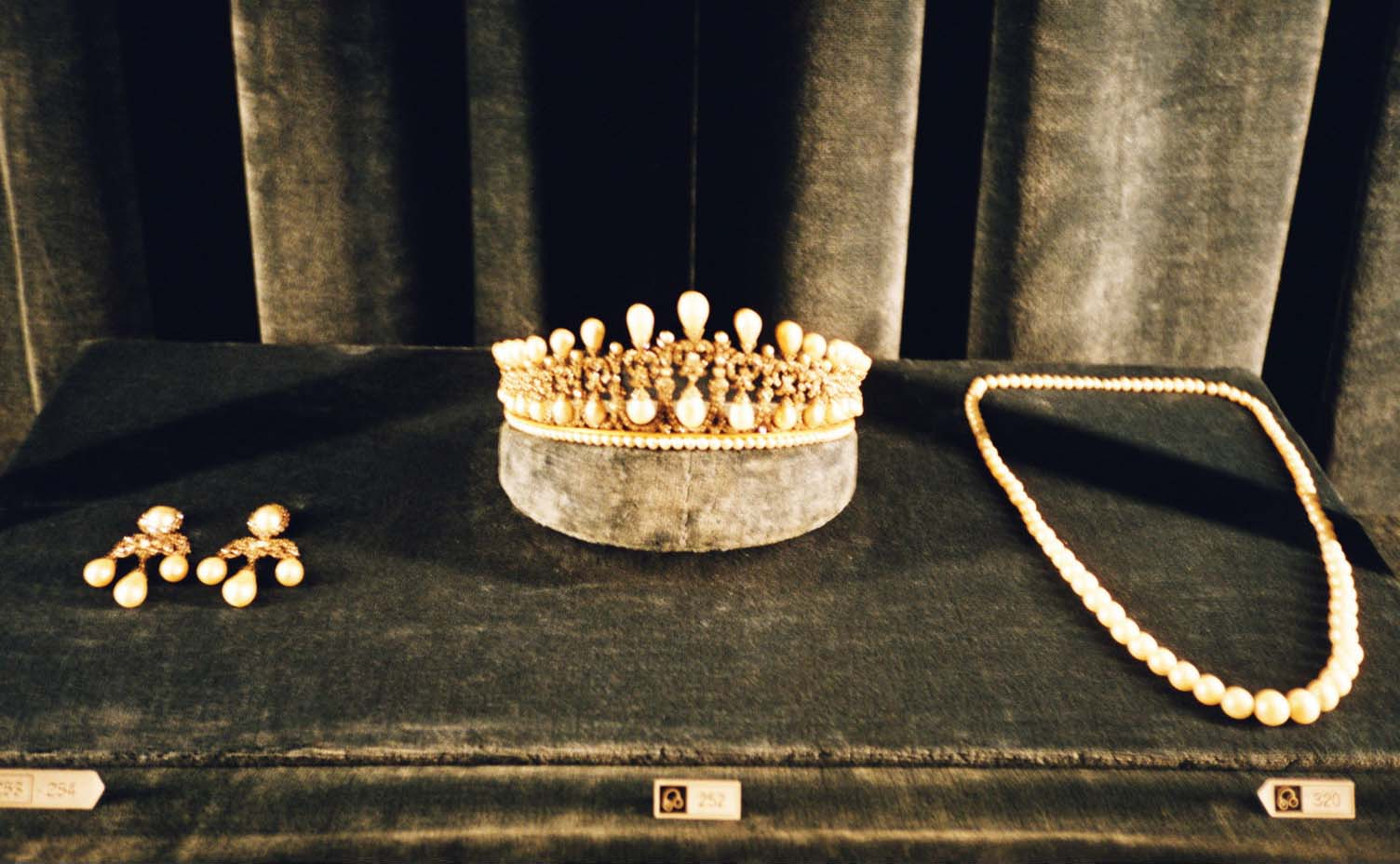
Beierse parure van parels

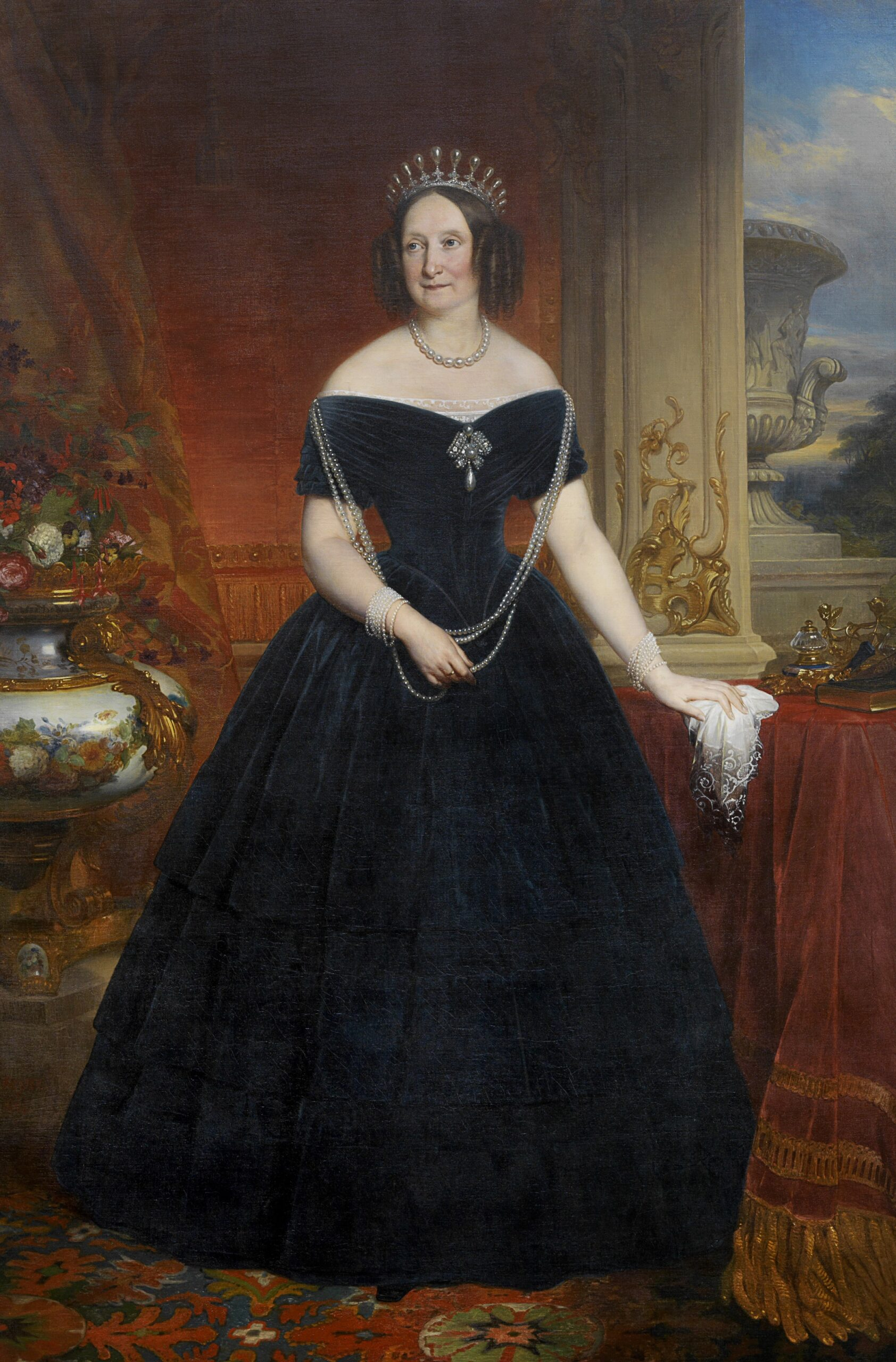
Een parure van Parels; 19de eeuw

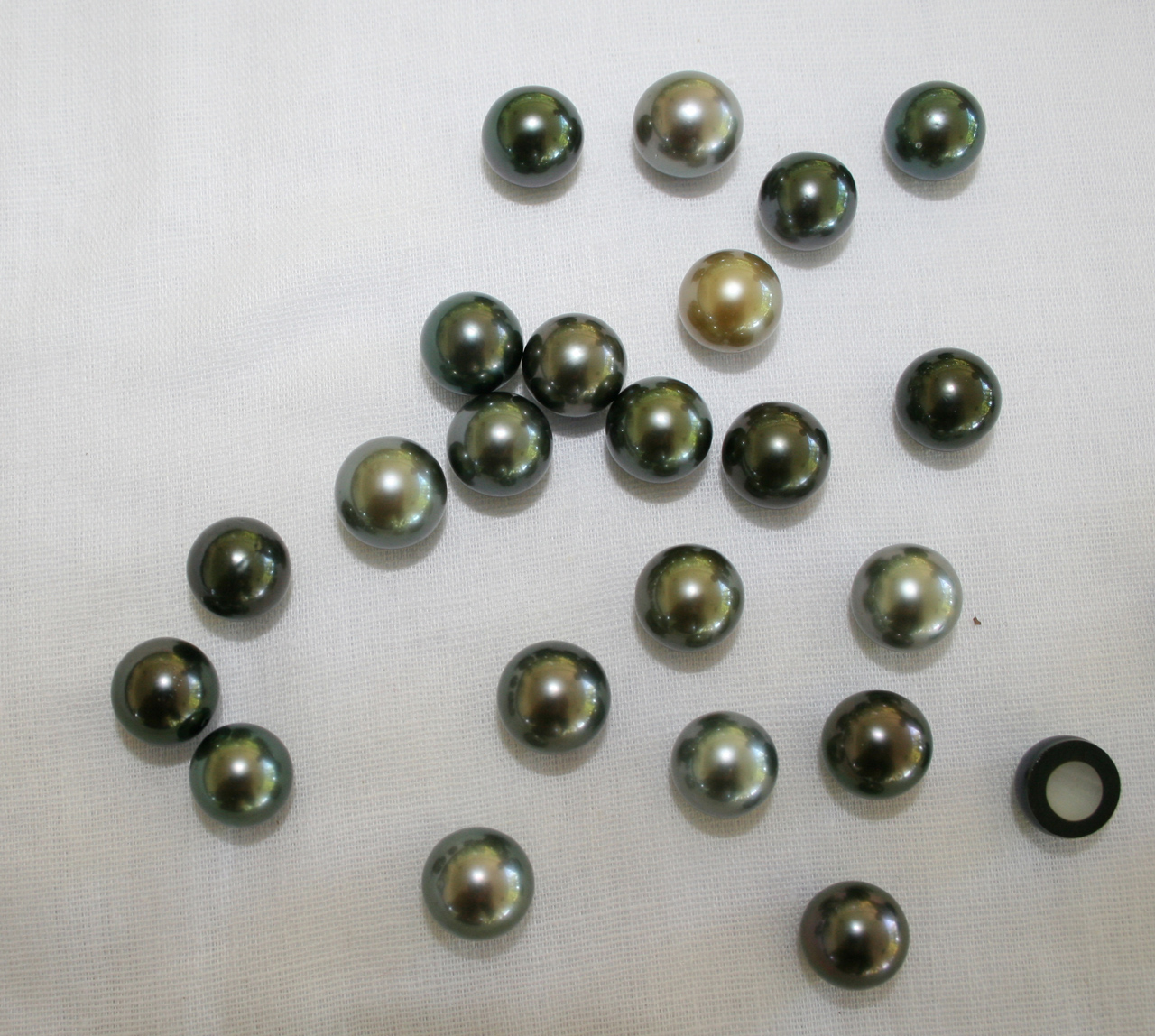
Parels uit Tahiti. De meest rechtse parel is doorgeslepen om de kern om het laagje parelmoer te tonen

Een parel is een hard, rond voorwerp dat door bepaalde weekdieren (hoofdzakelijk oesters, soms slakken) wordt gemaakt, en dat opgevist of gekweekt wordt om als sieraad te dienen.
De glans van parels hangt van de reflectie en de breking van het licht in de doorzichtige lagen af. Naarmate de laagjes dunner en talrijker zijn, is de glans fijner. Deze glans noemt men Luster.
Parels worden verkregen door parelduikers en parelkwekers. Parels zijn vaak rond, maar soms ook onregelmatig van vorm (barok). Traanvormige parels worden vaak als hanger gebruikt. Zowel onregelmatig als regelmatig gevormde parels worden gebruikt in kettingen en armbanden.

## Geschiedenis
Hoewel parels binnen 100-105 jaar verouderen, dan bladdert het parelmoer af, heeft men in Pompeï parels gevonden uit het jaar 79 na Christus. Het is waarschijnlijk dat mensen al 6000 jaren parels kennen. Egyptenaren waren ermee vertrouwd en ook bij opgravingen in Mexico werden parels gevonden (deze stammen uit 2500 voor Christus). In India worden parels gebruikt als talisman. Volgens de overtuiging van Mongolen verhoogt afkooksel van parels de kracht van de mannen. Chinezen gebruikten parels in de geneeskunde. Romeinen beschouwden ze als symbool van macht, wijsheid en geluk.
De parel is een van de "negen edelstenen" in de Thaise Orde van de Negen Edelstenen.
In de 19e eeuw waren parelcolliers en sieraden met goed gevormde parels een kostbare accessoire. Menige jongedame droeg een collier van onregelmatige maar natuurlijke parels. De kweek van parels bracht de volmaakt ronde en fraai gekleurde gekweekte parel, de zogeheten cultivé, binnen bereik van bredere kringen waar parelkettingen soms onderdeel waren van een parure.

## Samenstelling
Een parel bestaat uit parelmoer; dit is voornamelijk koolzure kalk (in de vorm van aragoniet) en organische hoornstof (conchyne) die de concentrisch om een middelpunt gerangschikte microkristallen aan elkaar kit. Ofschoon de hardheid slechts 2,5 tot 5 op de hardheidsschaal van Mohs is, zijn parels buitengewoon vast. Het is bijna onmogelijk ze met de hand stuk te maken. De laagjes worden door een hoornachtige stof, het eiwit conchiolin, aan elkaar gekit. Het geheel is het parelmoer.
De grootte van de parels varieert van een speldenkop tot een duivenei. De grootste gevonden parel is de parel van Palawan welke 30 bij 60 cm meet. Andere grote parels zijn de o.a. de parel van Allah en Hope-parel. De bekendste zwarte parel is de Azra. Ze vormt het hart in een ketting van de Russische kroonjuwelen.

## Ontstaan
Parels vormen zich in oesterachtige zeemossels, enkele soorten zoetwatermossels en soms ook in slakken. Geschat wordt dat in 1 op de 15 000 wilde oesters een parel zit. Ze ontstaan als reactie op binnengedrongen vreemde delen tussen de schelp en de mantel of zelfs in het inwendige van de mantel. De buitenhuid van de mantel, het mantelepitheel, dat gewoonlijk parelmoer vormt aan de binnenzijde van de schelp, omsluit ook binnengedrongen vreemde voorwerpen. Uit deze kapsels ontstaat de parel.
Als de parel op de binnenkant van de schelp groeit, dan moet ze uit de wand worden gezaagd. De vorm is dan slechts halfkogelvormig. Deze parels heten 'blisters', Engels voor huidblaasje of schaalparel. Soms wordt er ook iets tegen de schelp ingebracht als een soort van kern (heel vroeger was dit zelfs in de vorm van boeddhabeeldjes). Het weekdier omvat dit met zijn paarlemoer. Wanneer deze blisterparel dan geoogst wordt snijden ze hem uit de schelp. De kern wordt verwijderd en het resterende opgevuld met een harde stof. Hierna wordt de achterkant gedicht met een stuk schelp. Deze bewerkte blisterparel noemt men een mabéparel en zo was het eerste kweekproces van zoetwaterparels reeds ontstaan in de 13de eeuw in China.
De meeste parels worden gekweekt. In de natuur komen ze voor in Bahrain, Sri Lanka, Zuid-India (Golf van Mannar), de Perzische Golf, Saoedi-Arabië, Iran, Oman. Pareloesters groeien op Tahiti en voor de kusten van Japan, Mexico, Panama en Californië. De pareloester Pinctada maxima heeft een diameter van 30 cm en weegt 5,5 kilogram. Hij komt voor langs de kusten van Noord- en West Australië. De grootste pareloester is Tridacna gigas, met een diameter van een meter en een gewicht van 225 kilogram. Minder bekend zijn de zoetwateroesters uit de Mississippi en de historische vindplaatsen in Duitsland, Bohemen en het Russische Noorden.
Voor een gekweekte zoutwaterparel wordt in een parelkwekerij een korreltje parelmoer in een oester gelegd. Na twee jaar of langer is een parel ontstaan die geoogst kan worden. Deze teeltwijze is door de Japanner Kokichi Mikimoto ontwikkeld en in 1896 gepatenteerd. Bij de zoetwaterparels wordt er geen parelmoer maar mantelweefsel ingebracht, deze worden dus zonder kern gekweekt. Het mantelweefsel lost op waardoor gekweekte zoetwaterparels geheel van parelmoer zijn.

## Sierwaarde
De sierwaarde van een parel hangt af van zeven factoren, de glans, vorm, kleur, grootte, perfectie, symmetrie en structuur van het parelmoer, waarbij de glans of luster het belangrijkste is. Daarom kan een kleine parel meer waard zijn dan een grote parel. Perfect ronde parels zijn zeldzaam. Een parel met een zeldzame kleur is ook kostbaarder. Vaak wordt ten onrechte gedacht dat de donkere, Tahitiaanse parels duurder zijn dan witte Japanse of Australische parels. In vergelijking met dezelfde maat en kwaliteit zijn ze echter even kostbaar. Het is wel zo dat de Tahitiaanse parels meestal groter zijn en daardoor lijken ze duurder. De gekweekte Tahitiaanse parels hebben een minimum grootte van ongeveer 7 mm en gaan tot 15 mm. Er zijn zeldzame exemplaren die nog groter zijn. De Japanse zoutwatercultuurparels starten vanaf ongeveer 2 mm en gaan tot ongeveer 11 mm.
Doorgaans is de parel licht van kleur (zoetwaterparels hebben wit en alle mogelijke roze tinten), maar er zijn er ook met een donkere kleur, zwarte parels. Dit zijn Tahiti Parels. Deze worden door de zwartkleppige pareloester Pinctada margaritifera, die in de Grote Oceaan leeft, gevormd door de afzetting van een grijze tot zwarte parelmoerstof. Alle andere zwarte parels zijn kunstmatig op kleur gebracht. Sinds 1963 worden deze oesters gekweekt. Jonge nog vrijlevende oesterlarven worden gevangen en opgekweekt op mosselgaas. Na drie jaar wordt in de dan volwassen oester een parelmoerkorreltje ingebracht, waarna het nog twee tot drie jaar duurt voordat te zien is of er een parel gevormd wordt.

## Taal
In de taal wordt het woord parel ook overdrachtelijk gebruikt, als aanduiding voor "waardevol" en/of "duurzaam". Enkele voorbeelden:
- een parel- of paarlemoeren huwelijk, zie huwelijksverjaardag
- een parel- of paarlemoeren jubileum, zie jubileum
- Parels voor de zwijnen; Jezus leerde Zijn apostelen hun parels niet voor de zwijnen te werpen.[2]
- de parel van de Meierij, Veghel
- de parel van Zandvoort, een schaakpartij uit 1935
- de parel van het Zuiden, Breda
- de parel van Mozambique (Eusébio, voetballer)